# Campeonato Europeo de Natación de 2008
El XXIX Campeonato Europeo de Natación se celebró en Eindhoven (Países Bajos) entre el 13 y el 24 de marzo de 2008 bajo la organización de la Liga Europea de Natación (LEN) y la Real Federación Neerlandesa de Natación. 
Se realizaron competiciones de natación, natación sincronizada y saltos. Las competiciones se efectuaron en el Centro Acuático Nacional Tongelreep de la ciudad holandesa.

## Países participantes
Participaron en total (hombres/mujeres+natación sincronizada) nadadores de 39 países afiliados a la LEN:
| - Alemania (23/23+10) - Armenia (1/-) - Austria (12/10+2) - Bélgica (10/10) - Bielorrusia (10/8+10) - Bosnia y Herzegovina (5/3) - Bulgaria (6/2+2) - Chipre (1/1) - Croacia (12/5+12) - Dinamarca (8/10) | - Eslovaquia (3/4+8) - Eslovenia (8/10) - España (14/20+12) - Estonia (4/4) - Finlandia (6/5) - Francia (22/25+12) - Grecia (16/15+12) - Hungría (12/16+10) - Irlanda (3/2) | - Islandia (3/5) - Israel (11/3+3) - Italia (39/26+12) - Letonia (6/1) - Lituania (14/6+2) - Luxemburgo (4/4) - Montenegro (1/1) - Noruega (6/6) | - Países Bajos (19/19+12) - Polonia (14/8+8) - Portugal (12/3) - Reino Unido (21/20+3) - República Checa (5/5+10) - Rumania (6/5) - Rusia (28/23+12) - Serbia (4/4) - Suecia (14/18+1) - Suiza (18/16+12) - Turquía (2/1+10) - Ucrania (8/32+12) |

## Resultados de natación

### Masculino
| Evento                    | Oro                                                                                             | Plata                                                                                             | Bronce                                                                                                  |
| ------------------------- | ----------------------------------------------------------------------------------------------- | ------------------------------------------------------------------------------------------------- | --- |
| 50 m libre (24.03)        | Alain Bernard Francia 21,66                                                                     | Duje Draganja · Croacia · 22,00                                                                   | Stefan Nystrand · Suecia · 22,16                                                                        |
| 100 m libre (22.03)       | Alain Bernard Francia 47,50 (RM)                                                                | Stefan Nystrand · Suecia · 48,40                                                                  | Filippo Magnini · Italia · 48,53                                                                        |
| 200 m libre (20,03)       | Paul Biedermann · Alemania · 1:46,59                                                            | Amaury Leveaux Francia 1:46,99                                                                    | Massimiliano Rosolino · Italia · 1:47,33                                                                |
| 400 m libre (18.03)       | Yuri Prilukov · Rusia · 3:45,10                                                                 | Massimiliano Rosolino · Italia · 3:45,19                                                          | Nikita Lobintsev · Rusia · 3:46,75                                                                      |
| 800 m libre (20.03)       | Gergő Kis · Hungría · 7:51,94                                                                   | Samuel Pizzetti · Italia · 7:54,09                                                                | Dragoș Coman · Rumania · 7:54,37                                                                        |
| 1500 m libre (22.03)      | Yuri Prilukov · Rusia · 14:50,40                                                                | David Davies Reino Unido 14:54,28                                                                 | Mateusz Sawrymowicz · Polonia · 14:58,78                                                                |
| 50 m espalda (21.03)      | Aristidis Grigoriadis · Grecia · 25,13                                                          | Flori Lang · Suiza · 25,18                                                                        | Ľuboš Križko · Eslovaquia · 25,44                                                                       |
| 100 m espalda (19.03)     | Markus Rogan · Austria · 54,03                                                                  | Aristidis Grigoriadis · Grecia · 54,27                                                            | Arkadi Viachanin · Rusia · 54,45                                                                        |
| 200 m espalda (23.03)     | Markus Rogan · Austria · 1:55,85                                                                | Arkadi Viachanin · Rusia · 1:57,04                                                                | Răzvan Florea · Rumania · 1:57,53                                                                       |
| 50 m braza (23.03)        | Oleg Lisogor · Ucrania · 27,43                                                                  | Alexander Dale Oen · Noruega · 27,53                                                              | Alessandro Terrin · Italia · 27,64                                                                      |
| 100 m braza (19.03)       | Alexander Dale Oen · Noruega · 59,76                                                            | Hugues Duboscq Francia 59,78                                                                      | Oleg Lisogor · Ucrania · 1:00,53                                                                        |
| 200 m braza (21.03)       | Grigori Falko · Rusia · 2:09,64                                                                 | Alexander Dale Oen · Noruega · 2:09,74                                                            | Hugues Duboscq Francia 2:09,91                                                                          |
| 50 m mariposa (19.03)     | Milorad Čavić Serbia 23,11                                                                      | Serhi Breus · Ucrania · 23,48                                                                     | Rafael Muñoz Pérez · España · 23,60                                                                     |
| 100 m mariposa (23.03)    | Yevgueni Korotyshkin · Rusia · 51,89                                                            | Peter Mankoč Eslovenia 52,07                                                                      | Rafael Muñoz Pérez · España · 52,09                                                                     |
| 200 m mariposa (21.03)    | Paweł Korzeniowski · Polonia · 1:54,38                                                          | Nikolai Skvortsov · Rusia · 1:54,65                                                               | Christophe Lebon Francia 1:56,57                                                                        |
| 200 m estilos (20,03)     | László Cseh · Hungría · 1:58,02                                                                 | Dinko Jukić · Austria · 1:59,65                                                                   | Vytautas Janušaitis · Lituania · 2:00,17                                                                |
| 400 m estilos (24.03)     | László Cseh · Hungría · 4:09,59                                                                 | Luca Marin · Italia · 4:16,69                                                                     | Dinko Jukić · Austria · 4:17,24                                                                         |
| 4 × 100 m libre (18.03)   | Suecia · Marcus Piehl · Stefan Nystrand · Petter Stymne · Jonas Persson · 3:15,41               | Italia · Massimiliano Rosolino · Alessandro Calvi · Christian Galenda · Filippo Magnini · 3:15,77 | Países Bajos · Mitja Zastrow · Bas van Velthoven · Robert Lijesen · Pieter van den Hoogenband · 3:15,88 |
| 4 × 200 m libre (23.03)   | Italia · Emiliano Brembilla · Massimiliano Rosolino · Nicola Cassio · Filippo Magnini · 7:09,94 | Rusia · Nikita Lobintsev · Alexandr Sujorukov · Yevgueni Lagunov · Yuri Prilukov · 7:11,70        | Austria · Dominik Koll · Markus Rogan · David Brandl · Dinko Jukić · 7:13,99                            |
| 4 × 100 m estilos (24.03) | Rusia · Arkadi Viachanin · Grigori Falko · Yevgueni Korotyshkin · Andrei Grechin · 3:34,25      | Croacia · Gordan Kožulj · Vanja Rogulj · Mario Todorović · Duje Draganja · 3:36,32                | Suecia · Simon Sjödin · Jonas Andersson · Lars Frölander · Stefan Nystrand · 3:36,85                    |

- RM – Récord mundial

1. ↑  Descalificación por dopaje del medallista de oro, el griego Ioannis Drymonakos.[1]
2. ↑  Descalificación por dopaje del medallista de plata, el griego Ioannis Drymonakos.[1]

### Femenino
| Evento                    | Oro                                                                                                  | Plata                                                                                              | Bronce                                                                                                |
| ------------------------- | --- | -------------------------------------------------------------------------------------------------- | --- |
| 50 m libre (24.03)        | Marleen Veldhuis · Países Bajos · 24,09 (RM)                                                         | Hinkelien Schreuder · Países Bajos · 24,59                                                         | Therese Alshammar · Suecia · 24,71                                                                    |
| 100 m libre (20,03)       | Marleen Veldhuis · Países Bajos · 53,77                                                              | Hanna-Maria Seppälä · Finlandia · 54,04                                                            | Inge Dekker · Países Bajos · 54,12                                                                    |
| 200 m libre (23.03)       | Sara Isakovič Eslovenia 1:57,45                                                                      | Camelia Potec · Rumania · 1:57,47                                                                  | Ágnes Mutina · Hungría · 1:58,06                                                                      |
| 400 m libre (24.03)       | Federica Pellegrini · Italia · 4:01,53 (RM)                                                          | Coralie Balmy Francia 4:04,15                                                                      | Camelia Potec · Rumania · 4:05,62                                                                     |
| 800 m libre (21.03)       | Alessia Filippi · Italia · 8:23,50                                                                   | Erika Villaécija García · España · 8:24,08                                                         | Camelia Potec · Rumania · 8:25,28                                                                     |
| 1500 m libre (23.03)      | Flavia Rigamonti · Suiza · 15:58,54                                                                  | Erika Villaécija García · España · 16:02,08                                                        | Lotte Friis Dinamarca 16:11,26                                                                        |
| 50 m espalda (23.03)      | Anastasiya Zuyeva · Rusia · 28,05                                                                    | Nina Zhivanevskaya · España · 28,11                                                                | Sanja Jovanović · Croacia · 28,17                                                                     |
| 100 m espalda (21.03)     | Anastasiya Zuyeva · Rusia · 59,41                                                                    | Laure Manaudou Francia 1:00,05                                                                     | Nina Zhivanevskaya · España · 1:00,29                                                                 |
| 200 m espalda (19.03)     | Laure Manaudou Francia 2:07,99                                                                       | Anastasiya Zuyeva · Rusia · 2:09,59                                                                | Nikolett Szepesi · Hungría · 2:09,90                                                                  |
| 50 m braza (24.03)        | Janne Schäfer · Alemania · 31,08                                                                     | Yuliya Yefimova · Rusia · 31,41                                                                    | Mirna Jukić · Austria · 31,59                                                                         |
| 100 m braza (20,03)       | Mirna Jukić · Austria · 1:08,18                                                                      | Aliona Alexeyeva · Rusia · 1:08,91                                                                 | Joline Höstman · Suecia · 1:08,94                                                                     |
| 200 m braza (22.03)       | Yuliya Yefimova · Rusia · 2:24,09                                                                    | Mirna Jukić · Austria · 2:24,58                                                                    | Aliona Alexeyeva · Rusia · 2:25,22                                                                    |
| 50 m mariposa (19.03)     | Chantal Groot · Países Bajos · 26,03                                                                 | Inge Dekker · Países Bajos · 26,30                                                                 | Sviatlana Jajlova · Bielorrusia · 26,52                                                               |
| 100 m mariposa (22.03)    | Sarah Sjöström · Suecia · 58,44                                                                      | Inge Dekker · Países Bajos · 58,50                                                                 | Aurore Mongel Francia 58,54                                                                           |
| 200 m mariposa (24.03)    | Aurore Mongel Francia 2:06,59                                                                        | Emese Kovács · Hungría · 2:06,71                                                                   | Mireia Belmonte García · España · 2:09,32                                                             |
| 200 m estilos (21.03)     | Mireia Belmonte García · España · 2:11,16                                                            | Evelyn Verrasztó · Hungría · 2:12,93                                                               | Camille Muffat Francia 2:13,63                                                                        |
| 400 m estilos (18.03)     | Alessia Filippi · Italia · 4:36,68                                                                   | Katinka Hosszú · Hungría · 4:37,43                                                                 | Yana Martinova · Rusia · 4:37,86                                                                      |
| 4 × 100 m libre (18.03)   | Países Bajos · Inge Dekker · Ranomi Kromowidjojo · Femke Heemskerk · Marleen Veldhuis · 3:33,62 (RM) | Italia · Erika Ferraioli · Federica Pellegrini · Maria Laura Simonetto · Cristina Chiuso · 3:41,06 | Suecia · Claire Hedenskog · Josefin Lillhage · Ida Marko-Varga · Magdalena Kuras · 3:41,28            |
| 4 × 200 m libre (21.03)   | Francia Laure Manaudou Coralie Balmy Mylène Lazare Alena Popchanka 7:52,09                           | Reino Unido Joanne Jackson Melanie Marshall Ellen Gandy Caitlin McClatchey 7:52,36                 | Italia · Alice Carpanese · Federica Pellegrini · Alessia Filippi · Renata Spagnolo · 7:55,69          |
| 4 × 100 m estilos (24.03) | Reino Unido Elizabeth Simmonds Kate Haywood Jemma Lowe Francesca Halsall 3:59,33                     | Rusia · Anastasiya Zuyeva · Yuliya Yefimova · Natalia Sutiaguina · Daria Beliakina · 4:00,47       | Países Bajos · Hinkelien Schreuder · Jolijn van Valkengoed · Inge Dekker · Marleen Veldhuis · 4:04,41 |

- RM – Récord mundial

### Medallero
| Núm. | País         | Oro | Plata | Bronce | Total |
| ---- | ------------ | --- | ----- | ------ | ----- |
| 1    | Rusia        | 8   | 7     | 4      | 19    |
| 2    | Francia      | 5   | 4     | 4      | 13    |
| 3    | Italia       | 4   | 5     | 4      | 13    |
| 4    | Países Bajos | 4   | 3     | 3      | 10    |
| 5    | Hungría      | 3   | 3     | 2      | 8     |
| 6    | Austria      | 3   | 2     | 3      | 8     |
| 7    | Suecia       | 2   | 1     | 5      | 8     |
| 8    | Alemania     | 2   | 0     | 0      | 2     |
| 9    | España       | 1   | 3     | 4      | 8     |
| 10   | Noruega      | 1   | 2     | 0      | 3     |
| 10   | Reino Unido  | 1   | 2     | 0      | 3     |
| 12   | Ucrania      | 1   | 1     | 1      | 3     |
| 13   | Eslovenia    | 1   | 1     | 0      | 2     |
| 13   | Grecia       | 1   | 1     | 0      | 2     |
| 13   | Suiza        | 1   | 1     | 0      | 2     |
| 16   | Polonia      | 1   | 0     | 1      | 2     |
| 17   | Serbia       | 1   | 0     | 0      | 1     |
| 18   | Croacia      | 0   | 2     | 1      | 3     |
| 19   | Rumania      | 0   | 1     | 4      | 5     |
| 20   | Finlandia    | 0   | 1     | 0      | 1     |
| 21   | Bielorrusia  | 0   | 0     | 1      | 1     |
| 21   | Dinamarca    | 0   | 0     | 1      | 1     |
| 21   | Eslovaquia   | 0   | 0     | 1      | 1     |
| 21   | Lituania     | 0   | 0     | 1      | 1     |
|      | TOTAL        | 40  | 40    | 40     | 120   |

## Resultados de saltos

### Masculino
| Evento                          | Oro                                                 | Plata                                                     | Bronce                                              |
| ------------------------------- | --------------------------------------------------- | --------------------------------------------------------- | --------------------------------------------------- |
| Trampolín 1 m (19.03)           | Illia Kvasha · Ucrania · 454,65 pts.                | Joona Puhakka · Finlandia · 432,80 pts.                   | Christopher Sacchin · Italia · 423,80 pts.          |
| Trampolín 3 m (21.03)           | Dmitri Sautin · Rusia · 493,70                      | Illia Kvasha · Ucrania · 468,70                           | Joona Puhakka · Finlandia · 441,80                  |
| Plataforma 10 m (24.03)         | Thomas Daley Reino Unido 491,95                     | Sascha Klein · Alemania · 487,60                          | Francesco dell'Uomo · Italia · 481,30               |
| Trampolín 3 m sincro. (22.03)   | Dmitri Sautin · Yuri Kunakov · Rusia · 440,76       | Tobias Schellenberg · Andreas Wells · Alemania · 413,94   | Dimitro Lysenko · Anton Zajarov · Ucrania · 406,56  |
| Plataforma 10 m sincro. (23.03) | Patrick Hausding · Sascha Klein · Alemania · 453,24 | Vadzim Kaptur · Aliaxandr Varlamau · Bielorrusia · 427,35 | Konstantin Jabenkov · Oleg Vikulov · Rusia · 426,24 |

### Femenino
| Evento                          | Oro                                                     | Plata                                                 | Bronce                                                 |
| ------------------------------- | ------------------------------------------------------- | ----------------------------------------------------- | ------------------------------------------------------ |
| Trampolín 1 m (20,03)           | Anna Lindberg · Suecia · 293,85 pts.                    | Nóra Barta · Hungría · 270,60 pts.                    | Katja Dieckow · Alemania · 264,15 pts.                 |
| Trampolín 3 m (23.03)           | Yulia Pajalina · Rusia · 347,40                         | Katja Dieckow · Alemania · 330,80                     | Olena Fedorova · Ucrania · 319,70                      |
| Plataforma 10 m (21.03)         | Tania Cagnotto · Italia · 355,35                        | Yulia Prokopchuk · Ucrania · 328,35                   | Elina Eggers · Suecia · 319,65                         |
| Trampolín 3 m sincro. (18.03)   | Yulia Pajalina · Anastasia Pozdniakova · Rusia · 327,57 | Heike Fischer · Ditte Kotzian · Alemania · 305,64     | Olena Fedorova · Alevtina Koroliova · Ucrania · 301,86 |
| Plataforma 10 m sincro. (22.03) | Annett Gamm · Nora Subschinski · Alemania · 336,63      | Alina Chaplenko · Yulia Prokopchuk · Ucrania · 334,20 | Noemi Batki · Tania Cagnotto · Italia · 323,13         |

### Medallero
| Núm. | País        | Oro | Plata | Bronce | Total |
| ---- | ----------- | --- | ----- | ------ | ----- |
| 1    | Rusia       | 4   | 0     | 1      | 5     |
| 2    | Alemania    | 2   | 4     | 1      | 7     |
| 3    | Ucrania     | 1   | 3     | 3      | 7     |
| 4    | Italia      | 1   | 0     | 3      | 4     |
| 5    | Suecia      | 1   | 0     | 1      | 2     |
| 6    | Reino Unido | 1   | 0     | 0      | 1     |
| 7    | Finlandia   | 0   | 1     | 1      | 2     |
| 8    | Bielorrusia | 0   | 1     | 0      | 1     |
| 8    | Hungría     | 0   | 1     | 0      | 1     |
|      | TOTAL       | 10  | 10    | 10     | 30    |

## Resultados de natación sincronizada
| Evento                    | Oro | Plata | Bronce |
| ------------------------- | --- | --- | --- |
| Solo (16.03)              | Gemma Mengual · España · 98,400 pts. | Natalia Ishchenko · Rusia · 98,300 pts. | Beatrice Adelizzi · Italia · 94,000 pts. |
| Dúo (17.03)               | Gemma Mengual · Andrea Fuentes · España · 97,800 | Beatrice Adelizzi · Giulia Lapi · Italia · 94,900 | Daria Yushko · Xeniya Sydorenko · Ucrania · 93,900 |
| Equipo (16.03)            | Alba Cabello · Ona Carbonell · Raquel Corral · Andrea Fuentes · Thais Henríquez · Gemma Mengual · Irina Rodríguez · Paola Tirados · España · 97,800                                | Alessia Bigi · Elisa Bozzo · Costanza Fiorentini · Manila Flamini · Francesca Gangemi · Mariangela Perrupato · Sara Sgarzi · Federica Tommasi · Italia · 95,200                                  | Anna Baguirova · Nadia Berezhna · Anastasiya Chepak · Hanna Jmelnytska · Olha Kondrashova · Yuliya Maryanko · Xeniya Sydorenko · Daria Yushko · Ucrania · 93,300                               |
| Combinación libre (17.03) | Alba Cabello · Raquel Corral · Andrea Fuentes · Thais Henríquez · Laura López · Gemma Mengual · Gisela Morón · Irina Rodríguez · Paola Tirados · Cristina Violán · España · 97,900 | Alessia Bigi · Elisa Bozzo · Costanza Fiorentini · Manila Flamini · Francesca Gangemi · Giulia Lapi · Mariangela Perrupato · Dalila Schiesaro · Sara Sgarzi · Federica Tommasi · Italia · 95,100 | Anna Baguirova · Nadia Berezhna · Anastasiya Chepak · Inga Giller · Hanna Jmelnytska · Olha Kondrashova · Yuliya Maryanko · Olha Shevchuk · Xeniya Sydorenko · Daria Yushko · Ucrania · 94,100 |

### Medallero
| Núm. | País    | Oro | Plata | Bronce | Total |
| ---- | ------- | --- | ----- | ------ | ----- |
| 1    | España  | 4   | 0     | 0      | 4     |
| 2    | Italia  | 0   | 3     | 1      | 4     |
| 3    | Rusia   | 0   | 1     | 0      | 1     |
| 4    | Ucrania | 0   | 0     | 3      | 3     |
|      | TOTAL   | 4   | 4     | 4      | 12    |

## Medallero total
| Núm. | País         | Oro | Plata | Bronce | Total |
| ---- | ------------ | --- | ----- | ------ | ----- |
| 1    | Rusia        | 12  | 8     | 5      | 25    |
| 2    | Italia       | 5   | 8     | 8      | 21    |
| 3    | Francia      | 5   | 4     | 4      | 13    |
| 4    | España       | 5   | 3     | 4      | 12    |
| 5    | Alemania     | 4   | 4     | 1      | 9     |
| 6    | Países Bajos | 4   | 3     | 3      | 10    |
| 7    | Hungría      | 3   | 4     | 2      | 9     |
| 8    | Austria      | 3   | 2     | 3      | 8     |
| 9    | Suecia       | 3   | 1     | 6      | 10    |
| 10   | Ucrania      | 2   | 4     | 7      | 13    |
| 11   | Reino Unido  | 2   | 2     | 0      | 4     |
| 12   | Noruega      | 1   | 2     | 0      | 3     |
| 13   | Eslovenia    | 1   | 1     | 0      | 2     |
| 13   | Grecia       | 1   | 1     | 0      | 2     |
| 13   | Suiza        | 1   | 1     | 0      | 2     |
| 16   | Polonia      | 1   | 0     | 1      | 2     |
| 17   | Serbia       | 1   | 0     | 0      | 1     |
| 18   | Croacia      | 0   | 2     | 1      | 3     |
| 18   | Finlandia    | 0   | 2     | 1      | 3     |
| 20   | Rumania      | 0   | 1     | 4      | 5     |
| 21   | Bielorrusia  | 0   | 1     | 1      | 2     |
| 22   | Dinamarca    | 0   | 0     | 1      | 1     |
| 22   | Eslovaquia   | 0   | 0     | 1      | 1     |
| 22   | Lituania     | 0   | 0     | 1      | 1     |
|      | TOTAL        | 54  | 54    | 54     | 162   |